# Palazzo Orsini di Gravina
Palazzo Orsini di Gravina je palača u renesansnom stilu na adresi Via Monteoliveto 3, u četvrti San Lorenzo u Rione San Giuseppe-Carità, središnjeg Napulja, južna Italija. Od 1940. u njoj je smješten Arhitektonski fakultet Sveučilišta u Napulju. Nalazi se prekoputa i nekoliko vrata sjeverno od elegantne i moderne Palazzo delle Poste (Pošta). Preko puta, na sjevernom kraju palače, nalazi se Piazza Monteoliveto s fontanom i crkvom Sant'Anna dei Lombardi.

## Povijest
Palaču je naručio plemić Ferdinando Orsini, koji je stekao posjede od obližnje Santa Chiare. Prva dva kata pročelja građena su od 1513. do 1549. godine. Palača je kroz stoljeća više puta mijenjala vlasnika, a uz poneke prekide bila je povezana s uglednom obitelji Orsini sve do 19. stoljeća. Jedan od članova obitelji postao je 1724. papa Benedikt XIII.. Odatle je prešao u privatne ruke i u monarhiju Bourbonaca i postao vladinim uredima, sve dok nije postao dijelom Sveučilišta.

## Arhitektura
Izvorni arhitekt nije siguran, iako izvori tvrde da je arhitekt bio malo poznati Gabriele d'Angelo. Poznato je da je Giovanni Francesco di Palma radio na nekim vanjskim ukrasima tijekom 1548. i 1549. godine.
Glavno pročelje, na Via Monteoliveto, ima rustikalnu bazu od kamene opeke za prvi kat. Drugi kat ima prozore uokvirene mramorom nadvišene kružnim nišama s poprsjima. Visoki prozori uzdižu se na mramornom vijencu, a odvojeni su pilastrima od kamena Piperno s mješovitim dorsko-korintskim kapitelima. Ansambl odiše elegantnom trezvenošću sličnom suvremenim palačama u Rimu, kao što je Palazzo Vidoni Caffarelli.
Ulazni portal projektirao je i izgradio Mario Gioffredo 1766. godine. Tijekom tog vremena, unutrašnjost su freskama oslikali Giuseppe Bonito, Francesco de Mura i Fedele Fischetti. Osim toga, dovršeno je četvrto krilo za zatvaranje središnjeg dvorišta. Palača je podvrgnuta restauraciji nakon požara tijekom revolucije 1848. koji je teško oštetio palaču; arhitekt je bio Gaetano Genovesi. U 19. stoljeću dograđen je treći kat s balkonima; one su u 20. stoljeću uklonjene, a kružne niše s poprsjima obnovljene.

## Vanjske poveznice
|  | Zajednički poslužitelj ima još gradiva o temi Palazzo Orsini di Gravina |